# Да Коста, Нуно
Нуну Мигель да Коста-Хойя (порт. Nuno Miguel da Costa Jóia, род. 10 февраля 1991, Прая, Кабо-Верде) — кабо-вердианский футболист, нападающий турецкого клуба «Касымпаша».

## Клубная карьера
Нуну Да Коста родился 10 февраля 1991 года в Прая, Кабо-Верде. Спустя два года вместе с семьёй переезжает в Лиссабон, где в возрасте 12 лет стал обучаться футболу в Униан Мерсес. Спустя три года Нуно переходит в Спортинг. Спустя три года переезжает во Францию, и начинает профессиональную карьеру футболиста в Обани.

### Обань
Первый его профессиональный клуб был Обань из пятой лиги Франции. Первый свой матч провёл 25 августа 2012 против Борго. Встреча закончилась поражением со счётом 3:0. Первый же свой гол за клуб забил в рамках Кубка Франции, 4 января 2014 года против Дижона на 13 минуте матча. Не смотря на доминирование в матче, в концовке матча команда соперника дважды смогла отыграться, и продолжить игру в дополнительное время. Во время дополнительного времени команды обменялись голами, в связи с чем была проведена серия пенальти, где верх был одержан Дижоном со счётом 5:4, в связи с чем команда прекратило своё выступление в соревновании на 1/64 стадии финала. Всего за клуб провёл 88 матчей и отметился 28 голами.

### Валансьен
3 августа 2015 года в связи с завершением контракта игрока, Да Коста перешёл в Валансьен. Первый матч провёл уже спустя 18 дней после принятия в клуб в матче с Бур-ан-Бресс — Перонной. Встреча закончилась результативной ничьей со счётом 1:1. Первый год за команду забил 9 декабря в матче против Дижона. Матч был проигран со счётом 3:1, гол престижа был забит Костой на 64 минуте. Всего за клуб забил 45 матчей и отметился 19 голами. Также в 2015 году сыграл 4 матча за второй состав Валансьена, но голами не отметился.

### Страсбур
1 июля 2017 года был оформлен переход игрока в Страсбур. Трансфер обошёлся в полтора миллиона евро. 5 августа провёл свой первый матч за клуб против Лиона. Матч закончился разгромным поражением со счётом 4:0. Первый гол за клуб забил в матче против Нанта. Уже на 10 минуте матча Да Коста забил мяч, однако спустя три минуты Адриен Томассон сравнивает счёт, и спустя 11 минут Лео Дюбуа увеличивает отрыв. Оставшийся матч Нант играл от обороны, и одержал итоговую победу со счётом 2:1. В сезоне 2018/2019 вместе с командой становится чемпионом Лиги 1 Франции. Однако следующий сезон Нуно начинал уже в английской команде Ноттингем Форест, контракт с которой был подписан 20 января 2020 года за 2 миллиона евро. Всего за Страсбур игрок провёл 74 матча и отметился 14 голами. Также провёл один матч за второй состав команды в матче против Тремери, в котором смог отметиться голом. Гол был забит на 26 минуте и встреча была выиграна разгромно со счётом 6:0.

### Ноттингем Форест
За клуб дебютировал 11 февраля в матче против Чарльтон Атлетика. Встреча закончилась поражением со счётом 1:0. Всего на данный момент за клуб провёл 14 матчей, голами не отметился.

### Мускрон
5 октября того же года был отдан в бельгийский Мускрон на правах аренды за 1600000 евро. Первый матч провёл 18 октября против Эйпена. Встреча закончилась поражением со счётом 2:0. Первый гол забил спустя четыре дня в матче против Генка. Встреча была выиграна со счётом 4:1. Всего за клуб провёл 25 матчей и отметился 6 голами.

### Кан
По истечении сезона игрок вновь был отдан на правах аренды в Кан. Трансфер обошёлся в 1 миллион евро. Первый матч за клуб провёл 16 октября против Гавра. Встреча закончилась результативной ничьей со счётом 2:2. Первый гол с поля за клуб забил в матче против Генгама. Встреча закончилась победой со счётом 2:0. Первым же его голом было пенальти в ворота Динана. Всего за клуб провёл 24 матча и отметился 9 голами, после чего вернулся в Ноттингем.

## Карьера за сборную
Первый матч за сборную провёл в матче против сборной Сан-Томе и Принсипи, и в том же матче отметился своим первым голом за команду. Всего на данный момент провёл за сборную 3 матча и отметился одним голом.

## Достижения
«Лига 1»
- Чемпион: 2019 ()